# Chips Sobek
George Edward Sobek, detto Chips (Hammond, 10 febbraio 1920 – Hammond, 9 aprile 1990), è stato un cestista e allenatore di pallacanestro statunitense, professionista nella NBL e nella NBA.